# Drosophila sycophila
Drosophila sycophila este o specie de muște din genul Drosophila, familia Drosophilidae, descrisă de Tsacas în anul 1981. Conform Catalogue of Life specia Drosophila sycophila nu are subspecii cunoscute.